# レイ (アイドル)
レイ（朝: 레이、英: REI、2004年〈平成16年〉2月3日 - ）は、日本出身のアイドル。韓国の女性アイドルグループIVEのメンバー。STARSHIPエンターテインメント（韓国）、アミューズ（日本）所属。愛知県名古屋市出身。

## 来歴
2004年2月3日に生まれた。中学校は女子校であり、高校はソウル公演芸術高等学校実用音楽科を2022年2月10日に卒業した。同級生には、ユジンやKep1erのキム・ダヨンがいる。一般の高校に通うか悩んでいたが、Red Velvetのジョイが同校の卒業生だったことが決め手となった。また、入試時の課題曲はメーガン・トレイナーの「ミー・トゥー」であった。入試までの準備期間が2週間程しか無かったことも明かしており、韓国語はドラマを見たり友だちと話したりしながら勉強した結果、韓国語能力試験4級を取得している。また、1,2,3 IVEでも韓国語を勉強する姿が公開されている。レイは「高校の思い出は通学時の何気ない時間」と語っており、また韓国の給食にカルチャーショックを受けており、デザートに出てくるスティック状のヨーグルトや特別な日に出てくるステーキ、トマトシチューが特に印象に残っているという。
15歳の頃に受けたオーディションの翌月渡韓し、約3年間練習生として過ごした後、IVEとして2021年12月1日にデビューを果たした。
2022年7月30日に新型コロナウイルスに感染したことが発表され、来日公演の出演をレイのみが見送ることとなった。
2023年4月11日より体調不良のため医師指導のもと活動を休止していたが、同年5月26日の『ミュージックステーション』（テレビ朝日系）より活動を再開した。

## 人物
趣味はゲームで、特技は水泳とスキーである。
座右の銘は「いつも謙虚に 初心を忘れずに」。
姉が1人いる。左耳は耳たぶにふたつと耳珠にひとつ、右耳は耳たぶにひとつと軟骨にひとつピアスを開けている。本人曰く、福耳である。V LIVEやYouTubeで度々母親の話をしており、母親から日本のお菓子やプロテインなど様々なものを送ってもらっている。
Red Velvetのファンで、週刊アイドルではイントロクイズに正解したり、IVEのオーディションでは「Happiness」を披露している。また、仕事でジョイに会うたび写真を撮り、それを待ち受けにしている。

## ポーズ流行

### ギャルピース
2022年以降に韓国のSNSで流行したギャルピースは、レイが2021年12月7日にIVEの公式Twitterなど披露したポーズが発端とされており、また、日本にもギャルピースを流行らせたため、「ギャルピースの火付け役」とも呼ばれる。

### リボンポーズ
それぞれの手の親指と残りの指で輪っかを作り、右手と左手の指先同士をくっつけた状態で頭の上（真上ではなく右か左に少し寄せる）に置くポーズをリボンポーズ（朝鮮語: 리본 포즈）と呼ぶが、このポーズもレイが流行させた。レイは初め、このポーズの写真を公式ペンカフェで投稿し、その後、ウンチェのスター日記第43話でもそのポーズを行った。

## 出演

### バラエティ
| 年度 | 放送局 | 番組名       | 役割   | 参考   |
| ---- | ------ | ------------ | ------ | ------ |
| 2022 | tvN    | 驚きの土曜日 | ゲスト | [ 27 ] |
| 2024 |        | 相席食堂     | ゲスト |        |

### ラジオ
| 年度 | 放送局      | 番組名              | 参考   |
| ---- | ----------- | ------------------- | ------ |
| 2021 | SBSパワーFM | 2時脱出 Cultwo Show | [ 28 ] |

### CM・広告
| 年度        | ブランド名      | ブランド名                                       |
| ----------- | --------------- | ------------------------------------------------ |
| 2022 - 現在 | Bonajour        | [ 29 ]                                           |
| 2022 - 現在 | FCMM            |                                                  |
| 2022 - 現在 | PEACH C         | [ 30 ]                                           |
| 2024 - 現在 | Opening Project |                                                  |
| 2025 - 現在 | LUNA            | https://kstyle.com/article.ksn?articleNo=2256816 |

## イベント
| 年度 | イベント名                                            | 開催日   | 開催国 | 参考   |
| ---- | ----------------------------------------------------- | -------- | ------ | ------ |
| 2022 | 2022 F/W ソウルファッションウィーク                   | 3月18日  | 韓国   | [ 31 ] |
| 2022 | アンダーアーマー最新モデルCURRYFLOW10発売記念イベント | 10月28日 | 韓国   | [ 32 ] |
| 2023 | PEACH Cポップアップショップin大阪                     | 1月25日  | 日本   | [ 33 ] |
| 2023 | ダイソンローチンイベント                              | 2月1日   | 韓国   | [ 34 ] |
| 2023 | PEACH Cポップアップショップin東京                     | 2月23日  | 日本   | [ 35 ] |

## 雑誌
| 年度 | 月号   | 雑誌名      | 参考   |
| ---- | ------ | ----------- | ------ |
| 2022 | 5月号  | W KOREA     | [ 36 ] |
| 2022 | 12月号 | VOGUE JAPAN | [ 37 ] |
| 2024 | 12月号 | SPUR        |        |
| 2025 | 5月号  | SPUR        |        |